# Jan Löfqvist
Jan Wilhelm Löfqvist, född 26 februari 1935 i Hovmantorp, Kronobergs län, död 22 december 2004 i Staffanstorp, Skåne län, var en svensk zoolog och professor.
Löfqvist påbörjade sin forskning inom kemisk ekologi vid Uppsala universitets ekologiska station på Öland, och var verksam vid Lunds universitet där han disputerade 1976 i ekologisk zoologi på en avhandling om myrors alarmsignalsystem. 1994 flyttade han verksamheten till SLU i Alnarp och 2001 tilldelades han Roséns Linnépris i zoologi av Kungliga Fysiografiska Sällskapet i Lund.